# Roberto Cortés
Roberto Cortés González (2. února 1905 – 30. srpna 1975) byl chilský fotbalový brankář. Byl součástí chilské reprezentace na Letních olympijských hrách 1928, ale v utkání nenastoupil. Naopak odehrál všechny tři zápasy na Mistrovství světa ve fotbale 1930.